# Trillingblomma
Trillingblomma (Bougainvillea ×buttiana) är en hybrid i familjen underblommeväxter mellan blank trillingblomma (B. glabra) och Bougainvillea peruviana. Den odlas som krukväxt i Sverige och är även en vanlig trädgårdsväxt i varmare länder. Det som ser ut som en blomma är tre, vanligen rödaktiga, högblad. När de torkar blir de ljusbruna och pappersaktiga. Innanför dessa sitter tre vita, rörformade blommor, därav det svenska namnet.
Växten innehåller ett allergen som effektivt överförs då dess tornar repar människohud. Risporna kan förbli "infekterade" i flera dagar. Engelska Wikipedia jämför effekten med giftig murgröna, Toxicodendron. Giftet är dock kemiskt annorlunda, troligen en triterpensaponin.